# Crown Perth
O Crown Perth (anteriormente conhecido como Burswood Island Casino, Burswood Island Complex e Burswood Entertainment Complex) é um resort e cassino localizado em Burswood, Austrália Ocidental, perto do Rio Swan. O resort consiste de um cassino, um centro de convenções, teatro, e salões com 32 restaurantes e bares, um clube noturno e parte recreativa.

## Esportes

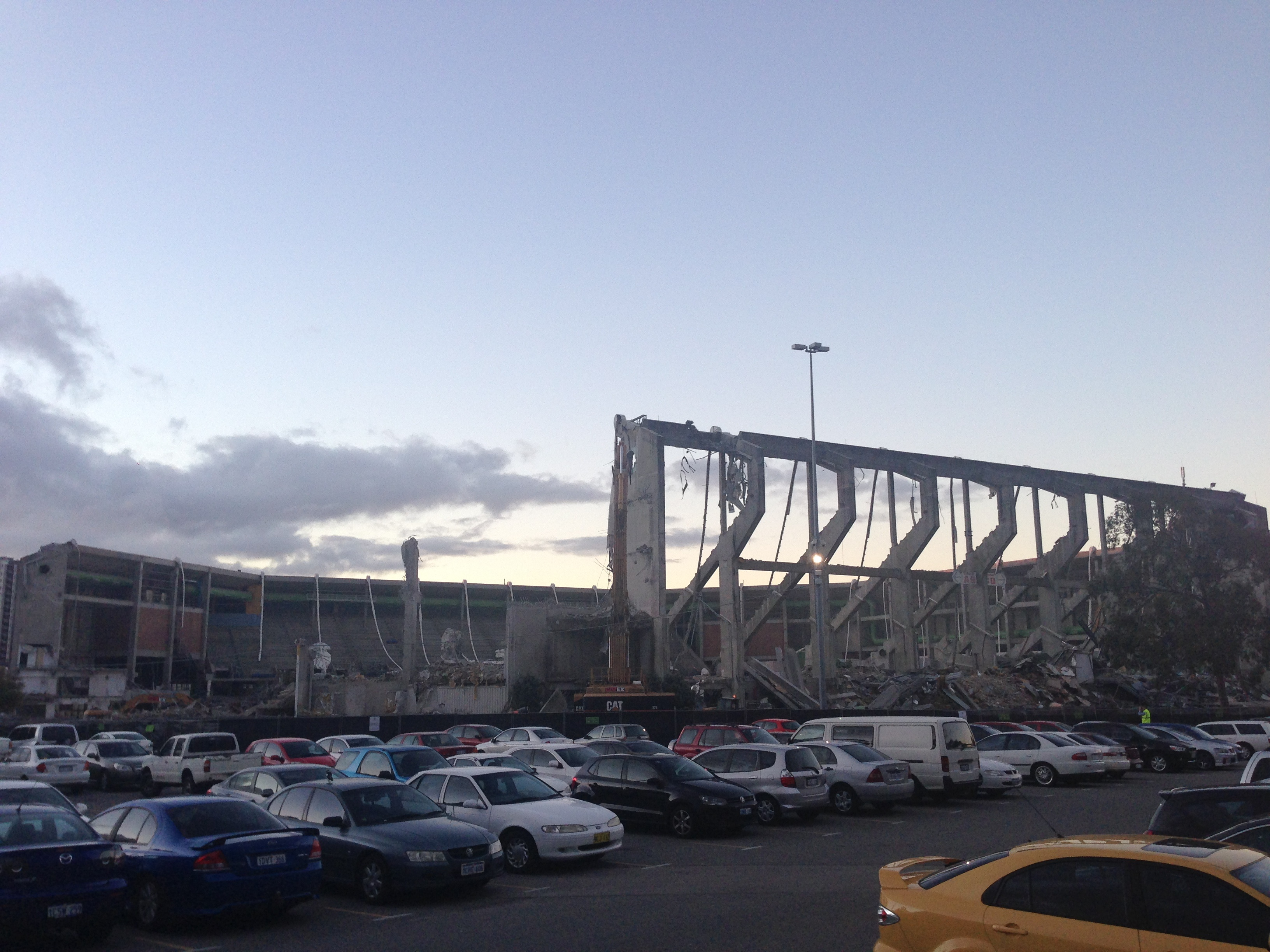
O Dome sendo demolido

O Burswood Dome sede de muitos eventos esportivos foi demolido em 2003. O local sediou a Copa Hopman entre 1989 a 2012, quando o evento transferiu-se para a Perth Arena.